# جون بي واشنطن
جون بي واشنطن (بالإنجليزية: John P. Washington)‏ هو قسيس أمريكي، ولد في 18 يوليو 1908 في نيوآرك في الولايات المتحدة، وتوفي في 3 فبراير 1943 في SS Dorchester ‏.